# Эрроусмит (фильм)
«Эрроусмит» или «Доктор Эрроусмит» (англ. Arrowsmith) — драма режиссёра Джона Форда, вышедшая на экраны в 1931 году. Экранизация одноимённого романа Синклера Льюиса. В 1932 году фильм был номинирован на получение премии «Оскар» в четырёх категориях: лучший фильм, лучший адаптированный сценарий (Сидни Ховард), лучшая работа художника (Ричард Дэй), лучшая операторская работа (Рэй Джун).

## Сюжет
Мартин Эрроусмит — молодой врач-идеалист, который после окончания медицинского института мечтает посвятить себя исследовательской работе на благо людей. Его способности и целеустремленность не остаются незамеченными: маститый профессор Готлиб предлагает молодому человеку стать его ассистентом. Однако из-за необходимости содержать семью, Эрроусмит вынужден отказаться от этого предложения и вместе с женой Леорой отправляется в Дакоту, чтобы начать собственную практику. Здесь ему удается отличиться: во время эпидемии, поразившей поголовье коров, Эрроусмит приготовляет чрезвычайно действенную сыворотку и спасает местных фермеров от разорения. Благодаря этому успеху он возвращается к научной работе: на этот раз в престижном исследовательском центре в Нью-Йорке, где вновь становится коллегой своего старого учителя Готлиба. Через несколько лет на Карибских островах вспыхивает эпидемия бубонной чумы. Доктор Эрроусмит должен отправиться туда и проверить, насколько эффективно разработанное им лекарство…

## В ролях
- Рональд Колман — Доктор Мартин Эрроусмит
- Хелен Хейс — Леора (Ли) Эрроусмит
- Ричард Беннетт — Густав Сонделиус
- А. Э. Энсон — профессор Макс Готлиб
- Кларенс Брукс — Оливер Маршан
- Алек Б. Фрэнсис — Туайфорд
- Клод Кинг — доктор Таббс
- Берт Роуч — Берт Тозер
- Мирна Лой — миссис Джойс Лэнион
- Рассел Хоптон — Терри Уиккетт
- Бьюла Бонди — миссис Тозер
- Шарлотта Генри — первопроходец (в титрах не указана)
- Джон Куолен — Генри Новак (в титрах не указан)

## Работа над фильмом
Фильм довольно точно следует роману, однако отсутствует всякое упоминание о богатой, эгоистичной второй жене Эрроусмита: у Мирны Лой всего несколько сцен с Колманом, и развитие отношений их персонажей не показано. Согласно историку кино Роберту Осборну, Хелен Хейс вспоминала, что некоторые сцены были удалены из сценария без всяких объяснений. Произошло это потому, что Сэмюэл Голдвин нанял Джона Форда с условием, что тот не будет пить во время съёмок, в результате Форд торопил съёмки как только мог.
«Эрроусмит» — первый американский звуковой фильм, в котором появляется негр (доктор Оливер Маршан), имеющий университетскую степень и безупречно говорящий по-английски.